# Сражение у двух рек
Сражение у двух рек — состоявшееся в 671 или 672 году возле двух точно неустановленных рек сражение между войском короля Нортумбрии Эгфрита и армией пиктов; завершилось победой англосаксов; в результате пикты снова были вынуждены подчиниться верховной власти правителей Нортумбрии; эпизод нортумбрийско-пиктских войн.
Единственный раннесредневековый исторический источник о сражении у двух рек — «Житие святого Вильфрида» (лат. «Vita Sancti Wilfrithi») автора VIII века Стефана Рипонского. Как свидетельство о происходивших за век до того событиях, этот труд не может считаться полностью достоверным. Однако утверждение Стефана Рипонского о крупном поражении пиктов в 671 или 672 году подтверждается другими источниками (в том числе, «Анналами Ульстера», «Анналами Тигернаха» и «Анналами Клонмакнойса»).
В VII веке нортумбрийцы постепенно расширяли своё государство на север. Вскоре после 638 года населённый бриттами Дин Эйдин (современный Эдинбург) попал под власть нортумбрийского короля Освальда, также как и находившееся к югу от реки Форт бриттское королевство Гододин. Пиктские владения в то время состояли из королевства Фортриу к северу от гор Манта и простиравшейся до Форта «южной пиктской области». В «Церковной истории народа англов» Беды Достопочтенного утверждается, что пикты были покорены нортумбрийцами во время правления Освальда и находились под властью англосаксов и при короле Освиу.
Эгфрит сменил Освиу на престоле в 670 году. Согласно Стефану Рипонскому, через некоторое время — в 671 или 672 году — королю стало известно, что «зверские племена пиктов» готовятся восстать и свергнуть зависимость от Нортумбрии. Эгфрит поспешно собрал небольшое конное войско и направился на север вместе с подвластным ему «подчинённым королём» (лат. subregulus) Беорнхетом, управлявшим приграничными с Пиктией областями Нортумбрии.
По пути, возле двух неназванных Стефаном Рипонским рек, войско Эгфрита было неожиданно атаковано пиктами. Возможно, это были реки Эйвон и Каррон. Историк Дж. Э. Фрезер предположил, что место сражения могло находиться в окрестностях Перта (предположительно, вблизи острова Монкриф). Несмотря на то, что «бесчисленные племена с севера» намного превосходили нортумбрийцев численностью, пикты потерпели сокрушительное поражение. Потери врагов англосаксов были очень велики. По утверждению Стефана Рипонского, воины Эгфрита «наполнили две реки трупами так, что, как это ни удивительно, перейдя реки не замочив ног, преследовали и убивали толпы беглецов». Возможно, понесённые пиктами в сражении потери историком были преувеличены. Основываясь на сообщениях Стефана Рипонского и Беды Достопочтенного, большинство современных историков считает этот нортумбрийско-пиктский конфликт мятежом. Однако также существует мнение, что это было не подавление восстания зависимых от нортумбрийцев пиктов, а всего лишь очередной набег англосаксов на всё ещё независимую от них часть Пиктии.
В труде Стефана Рипонского сообщается, что после поражения «пикты были обращены в рабство», в котором пробыли следующие 14 лет. В ирландских анналах упоминается об изгнании в 672 году некоего «Дроста». Предполагается, что он тождественен королю пиктов Дресту VI. Об обстоятельствах этого события в анналах не сообщается. Среди современных историков распространено мнение, что Дрест VI лишился престола после разгрома пиктов в состоявшемся в 671 году сражении у двух рек. Возможно, он или как предводитель мятежа был изгнан нортумбрийцами, или свергнут самими пиктами как монарх, не сумевший или не захотевший оказать достойного сопротивления англосаксам. Однако также существует предположению, что именно низложение Дреста VI, ставленника нортумбрийских королей, стало причиной похода Эгфрита на пиктов: в этом случае, сражение у двух рек должно было произойти в 672 году.
Высказывается мнение, что некоторое время лишившейся своего короля Пиктией мог по повелению Эгфрита править Беорнхет. Тогда же к непосредственным владениям этого нортумбрийского властителя были присоединены населённые пиктами территории к северу от Клайда и Ферт-оф-Форта. Однако уже вскоре королём пиктов был избран Бруде III, сумевший избавиться от опеки Эгфрита. Окончательно пикты освободились от подчинения правителям Нортумбрии только в 685 году, когда они одержали над Эгфритом победу в битве при Нехтансмере.